# ملعب يورك
ملعب يورك (بالإنجليزية: York Park)‏ هو ميدان رياضي في منطقة لاونسستون في أستراليا. يستوعب الملعب 21,000 شخصًا، وهو الاستاد الأكبر سعة في تسمانيا، ويُعَرف تجاريًا باستاد جامعة تسمانيا. وكان يعرف سابقًا باستاد أورورا؛ بموجب اتفاقية حقوق التسمية السابقة الموقعة مع شركة أورورا للطاقة في عام 2004. كان يُستخدم بشكل رئيسي لكرة القدم الأسترالية؛ فسجّل حضور 20,971 شخصًا في يونيو 2006؛ عندما واجه نادي هوثوم نادي ريتشموند في مباراةالدوري الأسترالي لكرة القدم.
كانت المنطقة عبارة عن مستنقعات قبل أن تصبح أرضًا لمعارض لونسيستون في عام 1873. وفي العقود التالية، كانت تستخدم بشكل متزايد، بما في ذلك رياضة الكريكيت والبولينج والتنس. وفي عام 1919، تم إعداد خطط لتحويل المنطقة إلى مكان متعدد الرياضات. ومنذ عام 1923، كانت رابطة شمال تسمانيا لكرة القدم تستخدم المكان بشكل رئيسي لكرة القدم الأسترالية وفي بعض الأحيان للألعاب المشتركة بين الولايات. عند زيارة النوادي الرئيسية، تجد أن مباريات كرة القدم تُمارس بانتظام في الملعب في فترة منتصف الموسم أو نهاية الموسم. وكذلك كانت تمارس رياضات أخرى مثل الكريكت والتنس والبولينج وركوب الدراجات وسباق الأقدام.
لعب هاوثورن ما بين اثنين إلى خمس مباريات في الدوري الأسترالي لكرة القدم كل موسم منذ عام 2001، كما لعب نادي سانت كيلدا مباراتين سنويًا ما بين عامي 2003 و2006. وقعّت حكومة تسمانيا اتفاقية رعاية هاوثورن لمدة خمس سنوات بقيمة 16.4 ملايين دولار، والتي بموجبها يلعب النادي أربع مباريات منتظمة موسميًا وكأس واحد لمباراة البنك الوطني الأسترالي قبل الموسم الرياضي كل عام.
استضاف ملعب يورك، عبر التاريخ، حفلات البوب الموسيقية والترفيهية؛ فمنذ عام 2001 كان الملعب مكانًا لفعاليات الرياضات الدولية. كما إنه في فبراير 2009 أصبح ملعب يورك مركزًا لشهرة كرة القدم التاسمانية.

## التاريخ
كانت هذه المنطقة، المعروفة بملعب يورك، كانت في البداية مستنقعًا فاسدًا، تكثفّت فيه بكثرة الأعشاب الضارة. بعد الاستعمار الأوروبي كان يستخدم لدفن النفايات قبل أن تصبح أرضًا للمعارض في عام 1874. وبحلول عام 1888؛ تم الاستيلاء على 74 فدان من الأرض، حديقة يورك وانفرماي، من قِبل مجلس مدينة لونسيستون لأغراض صحية وترفيهية ومتعة.فكانت المنطقة على استعداد لاستخدامها في اثنتين من مباريات الكريكت في نهاية عام 1886. أثنى لاعبو الكريكت كثيرًا على أرض الملعب؛ ولكن مطر الشتاء تسبب في تشبع أرض الملعب بالمياه؛ حيث إنه في كثير من الأحيان كان لاعبو كرة القدم غير قادرين على اللعب فيها.
في اجتماع المجلس، اقترح أحد الأعضاء، والي ستورر، تغيير اسم ملعب إنفيرسيك إلى ملعب يورك؛ تكريمًا لدوق يورك، الملك جورج فيما بعد، الذي زار تسمانيا خلال احتفال الاتحاد لعام 1901. تم إقرار الاقتراح بنسبة 4-2. على الرغم من ذلك، أشار عضو آخر، والي سالدر، «أن كان نسيستون واسع الشهرة بأنه مجتمع مخلص، ولا يحتاج إلى تغيير اسم الملعب». وذلك لإثبات إخلاصهم للملكية. تم الانتهاء في عام 1910 من ملاعب بولينج الخضراء والتنس، بالإضافة إلى الملعب البيضاوي الرئيسي الذي كان يستخد م للرياضة المدرسية الحكومية، أقام المجلس مسابقة تنافسية لتخطيط أرض ملعب يورك في عام 1919، والفائز يحصل على 20 دولار.يجب أن يتضمن التخطيط النهائي ملاعب تنس كاملة الحجم، ملاعب بولينج خضراء، مسار ركوب الدراجات، ريكيت، وملاعب كرة قدم بالإضافة إلى غرف تغيير الملابس ومبنى للمشاهدين. افتتح قديس مجتمع أندروز كاليدونيان ملعب يورك عام 1921، على الرغم من عدم الانتهاء منه. تم استخدام مسار ركوب الدراجات، الذي يحيط السور الخارجي، في شهر سبتمبر من نفس العام. قال المحقق في الرابع من مايو عام 1923 «أنه تم الانتهاء من العمل على المدرج لافتتاح موسم كرة القدم لعام 1923، حيث تم نقل المباراة من ملاعب رابطة شمال تسمانيا للكريكيت إلى ملعب يورك. كان التقدم في العمل يمضي بأقصى سرعة  في المدرج المسقوف والمقاعد المحيطة بالملعب البيضاوي الشكل، حيث يجب أن تقل شكوى المشاهدين منه». أول مباراة بين نصفي الشمال والجنوب من تسمانيا أقيمت في الملعب البيضاوي في أغسطس 1923 على مرأى من الجمهور الذي بلغ عدده 9441 شخصًا. قال المحقق «أن الملعب البيضاوي في حالة جيدة وحشائشه جيدة وجزازة المحرك الجديد تتوافق مع هذا الأخير بشكل فعال جدًا في ظل ظروف مواتية، عندما كانت الأرض مزدحمة والزجاج والحطام يظهر»، ذكر المراقب المعاصر جون أنه «سوف يحاذي مجموعة كاملة من الناس، ثلاثين أو أربعين لاعبًا، وسنذهب جنبًا إلى جنب بوعاء، ونلتقط كل ما من شأنه أن يضراللاعب».
تسببت الفياضانات الشديدة في ضرر كبير لأرض الملعب عام 1929، محطمةً مسار ركوب الدراجات؛ الذي أعيد بناؤه لاحقًا. في الثلاثينات، فاز نادي لونسيستون لكرة القدم، الذي كان يلعب بانتظام في الملعب، بست دوريات إنجليزية لكرة القدم على التوالي قبل اندلاع الحرب العالمية الثانية، وكنتيجة للحرب تم إلغاء مباريات كرة القدم لمنظمة تسمانيا الشمالية بعد موسم عام 1941، على ألا تسـتأنف حتى مايو 1945. بعد مرور ثلاث أعوام، تم زرع نباتات الزينة في الملعب؛ كذكرى للاعبي الدوري التسماني لكرة القدم الذين فقدوا حياتهم في الحرب.
في عام 1960، كان ملعب يورك مكانًا لمباراة كرة القدم حيث فازت تسمانيا على فيكتوريا للمرة الأولى. وحضر المباراة رقم قياسي من الجمهور مايقرب من 15000 شخصًا. تم الانتهاء بعد أربع سنوات من المنصة الجنوبية، الذي تم هدمه في عام 2004، في السبعينات تم إضافة منصة أخرى لتكون قادرة على استيعاب 650 متفرجًا ودمج أكشاك البيع وغرف الاجتماعات.

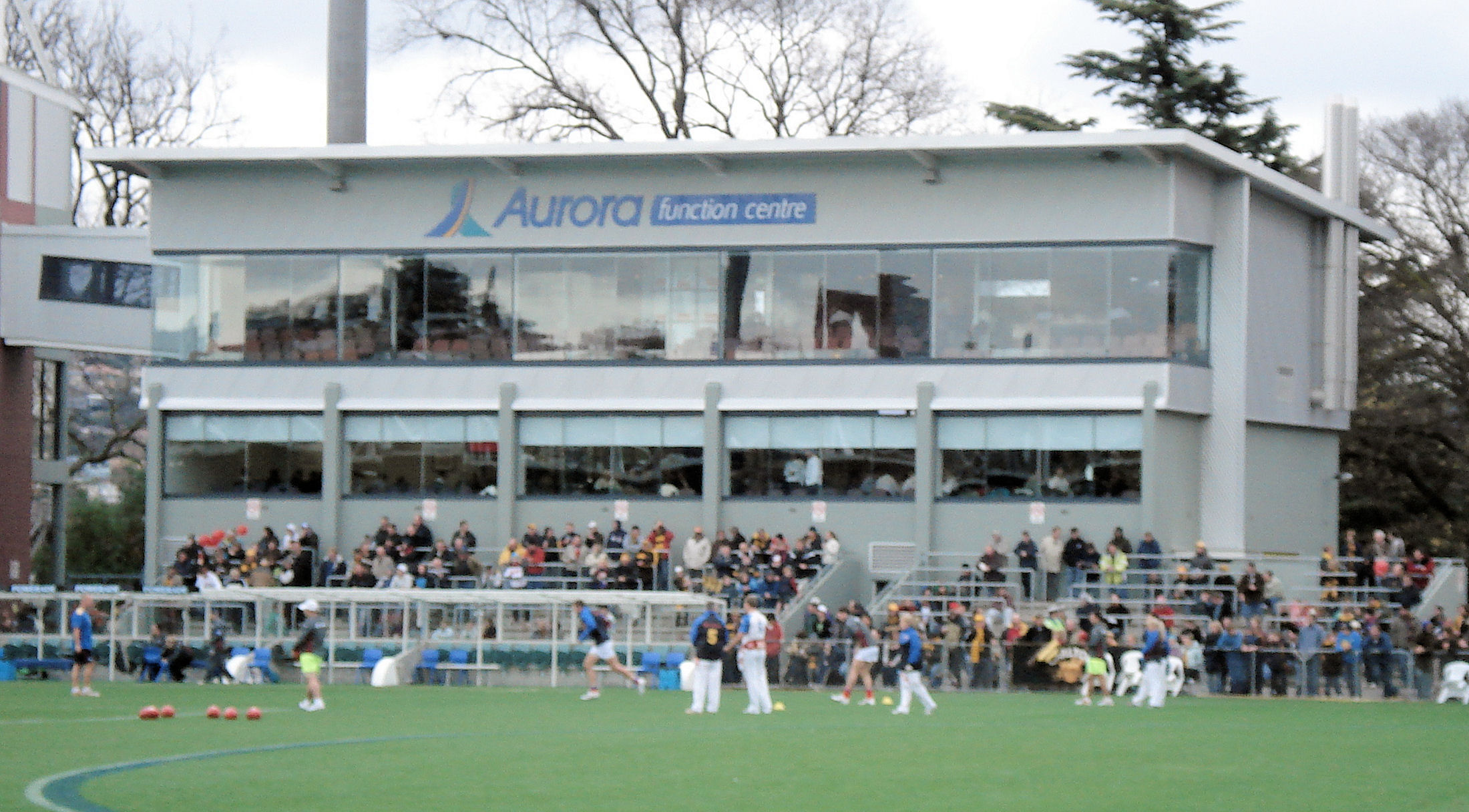
مركز خدمات أرورا في الاستاد.

حتى عام 1999، ظل ملعب يورك رياضيًا يُستخدم في الغالب للمباريات المحلية، وعادة ما يجذب جمهورًا قليل العدد؛ وفقًا لروبورت جروينيوجين مدير الملعب؛ فإنه قد تمكن المؤيدون من ركن سياراتهم بالقرب من السياج الحدودي. ومع ذلك، وقبل الانتخابات الفيدرالية عام 1998، وعد عضو البرلمان المحلي، الذي يمثل تقسيم باس، وورايك سميث، وزير من الحزب الليبرالي الحاكم، التمويل العام لإعادة تطوير يورك بارك.
على الرغم من فقدان سميث مقعده، احتفظ الليبراليون بالسلطة وحافظوا على الوعد. كانت عملية إعادة التطوير التي بلغت 6.4 مليون دولار في عام 2000 هي أول مرحلة رئيسية في عملية تأهيل الملعب لدوري كرة القدم الأسترالي. وشمل العمل بناء منصة جانس، المدرج على مستويين في الأصل يستوعب 2500، ووصل في وثت لاحق إلى 5700، الذي يتضمن مرافق الشركة.
أما التحسينات الأخرى المضافة فكانت خمسة أبراج ضوئية قياسية بمقاس 45 م، بما يعادل 148 قدمًا، ونظام ري وصرف قادر على توزيع ما يصل إلى 100 ملليمتر، بما يعادل 3.9 بوصة، من المطر في الساعة، و85 في الرشاشات الأرضية القادرة على زيادة 15سم، بما يعادل 5.9 بوصة.
في عام 2003، خصصت حكومة تسمانيا مليوني دولار لتركيب سقف فوق 6000 مقاعد المدرج، استعدادًا لكأس العالم للاتحاد الركبي لعام 2003؛ وهذا يعني أنه كانت تقريبًا كل منطقة المقاعد محمية من الجو. في عام 2004، أصبحت الأرض معروفة باسم ملعب أورورا نتيجة لصفقة رعاية حقوق التسمية لمدة ست سنوات مع شركة أورورا للطاقة.
خلال عام 2006، قدمت حكومة الولاية 150,000 دولار للبوابات الجديدة وصناديق التذاكر في مدخل الاستاد. سميت البوابات لاحقًا بعد وفاة رئيس الوزراء تسمانيا جيم بيكون. وقد تم وضع هذه البوابات، والمدرج الشمالي المُدْرَج في قائمة التراث، على سجل التراث التسماني باعتباره ذا أهمية ثقافية للدولة. وكان جناح كاميرون، تايسون المؤلف من طابقين في عام 2005، محلًا لامتداد منصة Gunns. في مارس 2008، دمر هجوم متعمد جزء من الجناح الشمالي؛ مما تسبب في ضرر ما بين 300,000 و500,000 دولار.

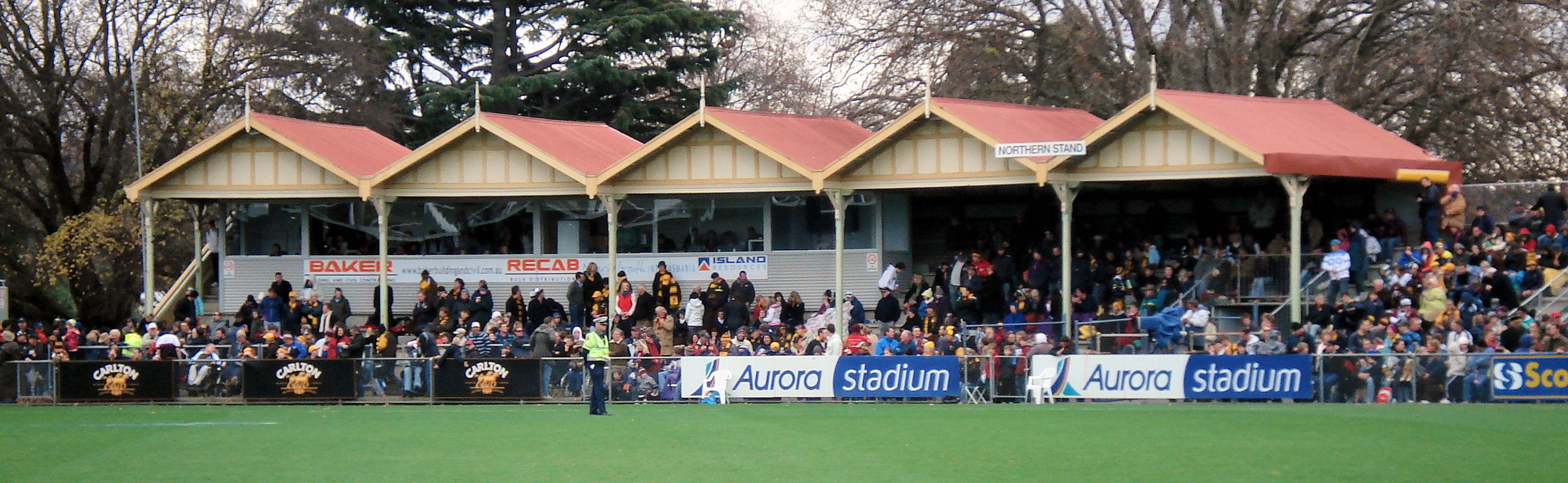
الجناح الشمالي بعد دمار حريق عام 2008، حيث نُقِلَ الجناح إلى ملعب انفرماي في عام 2010.

في ديسمبر 2008، اقترح مجلس مدينة لونسيستون تطوير 7 ملايين دولار لاستبدال المنصة الشمالية. ويشمل المشروع نقل سقف تراث الجناح الشمالي القديم إلى جزء من إعادة تطوير المرافق في ملعب انفرماي. حيث يتم استبدال المبنى القديم في ملعب يورك بمنصة سعتها 2,125 مقعدًا، والتي تتضمن ثلاث غرف لتغيير الملابس في الدوري الأسترالي لكرة القدم، ومرفقًا مشتركًا لـ 936 شخصًا في صناديق الشركات، وأجنحة وغرف خدمات، وصناديق عربات، بالإضافة إلى إحصائية، مراقبو الوقت، وغرف الإعلام المطبوعة. يتضمن التطوير أيضًا المؤتمر الصحفي بعد المباراة، واختبار المخدرات وغرف الإذاعة.ساعدت المنصة على استيعاب الملعب لـ 21,000
وسعة المقاعد إلى 13,825. هذه الأعمال صممها مهندس معماري في مدينة تسمانيا فيليب لايتون. كان من المتوقع أن تساهم الحكومة الأسترالية بمبلغ 4 ملايين دولار، وجكومة تسمانيا بقيمة مليوني دولار ومجلس مدينة لونسيستون بقيمة 500,000 دولار.يطالب نادي هوثورن لكرة القدم حاليًا بمساهمة كبيرة من الاتحاد الآسيوي لكرة القدم من أجل التطوير ورئيس سلطة المحكمة، روبين ميكيندريك، أشار إلى إمكانية المساهمة بمليون دولار.
في 22 أكتوبر 2016، اشترت جامعة تسمانيا حقوق تسمية الاستاد لعقد مدته خمس سنوات، وبدأ سريانه في 1 يناير من العام التالي، بحيث يكون حرم الجامعة جنبًا إلى جنب ملعب يورك، مما يضع نهاية لشراكة مدتها 12 عامًا مع أورورا للطاقة.

## المباريات

### كرة القدم الأسترالية

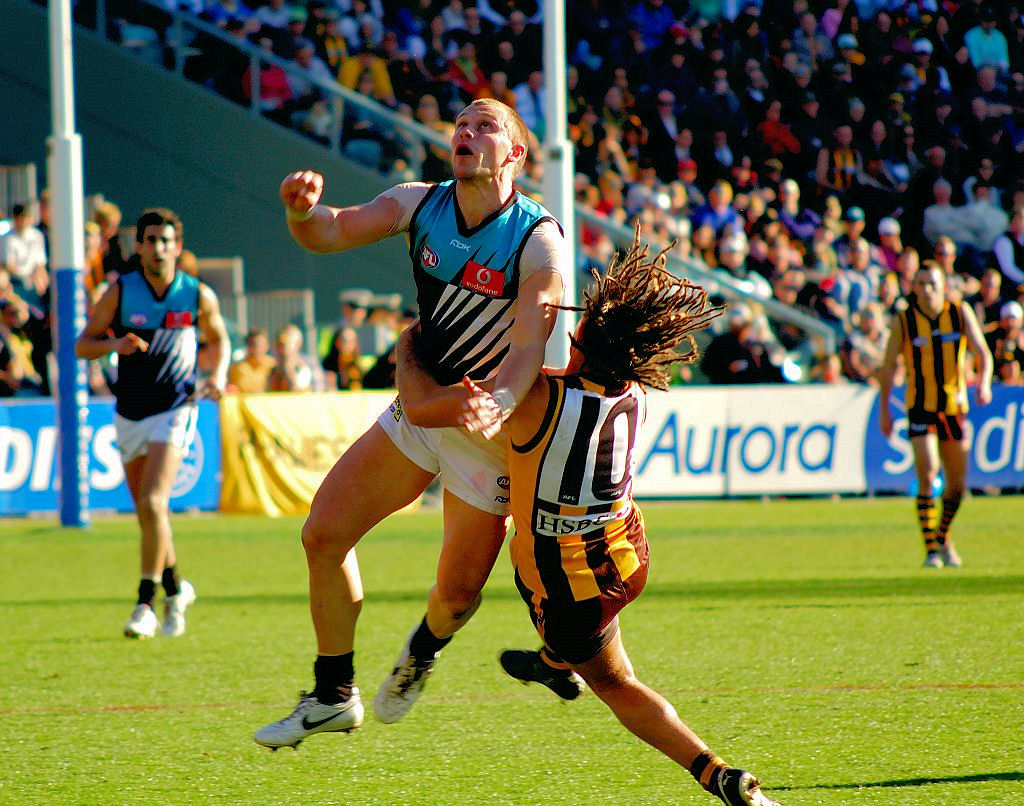
فريق هوثورن في مواجهة بورت أديلايد في مباراة الدوري الأسترالي لكرة القدم عام 2007.

كرة القدم الأسترالية هي الرياضة الأساسية في الاستاد، الذي استضاف ألعاب الدوري الأسترالي لكرة القدم منذ 2001، عندما بدأت حكومة الولاية في دفع النوادي بين الولايات لنقل ألعابهم المحلية. لعب هوثورن، فريق مدينة ملبورن، مباراة واحدة في عام 2001، ومبارايتين في عام 2002، كما إنه انضم في عام 2003 إلى فريق آخر، سانت كيلدا. في عام 2004، قُدِّرَت التكلفة المطلوبة من الحكومة لكل مباراة ما بين 300,000 و500,000 دولار، لكن رئيس الوزراء التسماني جيم باكون ذكر أن الحكومة تحقق أرباحًا من استثماراتها، وتقدر أن كل مباراة تجلب دخلًا ما بين مليون دولار و1.5 مليون دولار إلى اقتصاد تسمانيا.
بلغ عدد مباريات الدوري الأسترالي لكرة القدم ذروتها في عام 2006، عندما لعب هوثورن ثلاث مباريات محلية ومباراة واحدة في بداية الموسم، في حين لعب فريق سانت كيلدا مباراتين. وقد جمعت المباريات في المتوسط 17,108 من الجمهور، مع حضور عدد قياسي قدره 20,971 للمباراة بين هوثورن وريتشموند.

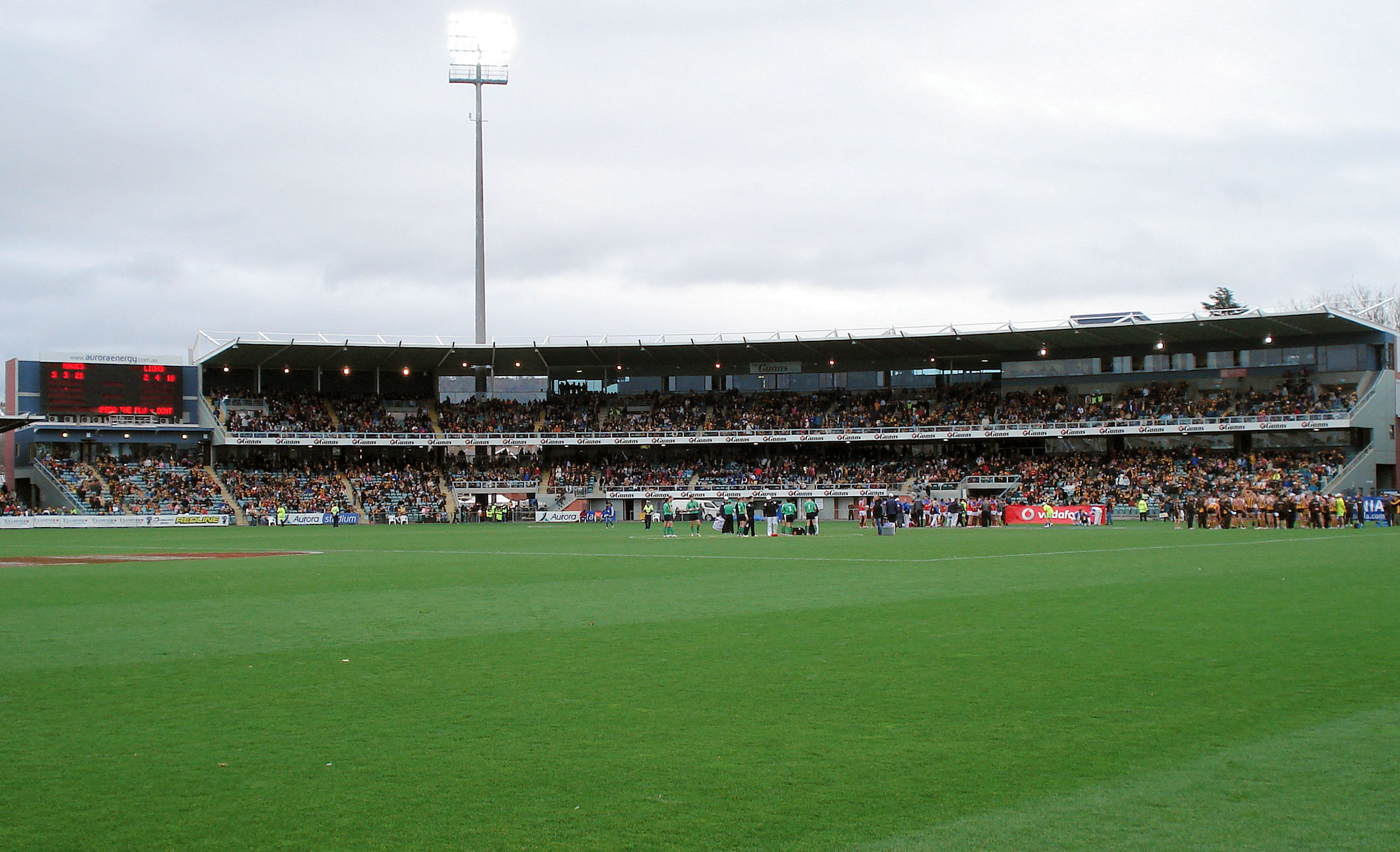
مدرج جانس أثناء مباراة بين هوثورن وبريسبين في الدوري الأسترالي لكرة القدم عام 2009.

ثار جدل في ملعب يورك، في مباراة بين سانت كيلدا وفريمنتال، عندما كانت صفارات الإنذار النهائي هادئة للغاية لا يمكن سماعها من قبل أي من الحكام؛ فتم إعادة تشغيل اللعب عن طريق الخطأ؛ فكان نتيجة هذا الالتباس تعادل سانت كيلدا. بعد الاحتجاج، عقدت لجنة الدوري الأسترالي لكرة القدم اجتماعًا وعقدت النتيجة؛ مُعلنًة الفوز لفريق فريمنتال.تم استبدال صفارات الاستاد منذ ذلك الحين، وسيتم عرض صفارات الإنذار القديمة في متحف الملكة فيكتوريا ومعرض الفنون.
في عام 2007، استفاد ملعب يورك من رعايته لمدة خمس سنوات بقيمة 16.4 مليون دولار من هوثورن بواسطة حكومة الولاية. وبموجب اتفاقية الرعاية، يكون الملعب هو المكان المناسب لخمسة من مباريات هوثورن كل عام، مباراة واحدة للموسم الجديد وأربع مباريات في الدوري الممتاز. وقد أعرب رئيس هاوفون جيف كينيت عن رغبته في أن يلاعب فريقه فرق أرقى مثل كولينجوود، في الملعب.
بالإضافة لكونها مكانًا للدوري الأسترالي لكرة القدم؛ فإن ملعب يورك هو القاعدة الطويلة الأمد لشمال لونسيستون، وبالتالي استضاف مباريات دوري ولاية تسمانيا المنتظمة. كما استضاف الملعب مباريات كرة القدم الشيشانية التي تم عرضها من قبل في تسمانيا في الدوري الفيكتوري لكرة القدم، من عام 2001 وحتى رحيل النادي في عام 2008.

### استخدامات أخرى
استضاف ملعب يورك أول مباراة رياضية دولية لها في مرحلة المجموعات من كأس العالم للريكبي لعام 2003، عندما لعبت رومانيا وناميبيا أمام 15,457 مشاهدًا. كمكان لكرة القدم استضاف الاستاد مباراة وطنية لكرة القدم في الدوري وثلاث مباريات في الدوري الممتاز. ولعب كل من ملبورن نايتس وبيرث جلوري مباراة وطنية في الملعب خلال موسم 2001. في يوليو 2006، بعد استبدال الدوري الأسترالي لكرة القدم، استضاف الملعب استاد تسمانيا في أول مباراة في الدوري الأسترالي عندما شارك ملبورن في الفوز مع فريق أديلايد في مسابقة ما قبل الموسم. وقد حضر عام 2007 8,061 شخصًا مباراة مماثلة؛ حيث أصبح منذ ذلك الحين منتظم المباريات. بالإضافة إلى مباريات ما قبل الموسم، استضاف استاد أورورا أيضًا مبارايات منتظمة في الدوري الأسترالي أمام جمهور من 5268 شخصًا، وفي 12 يناير 2013، لعب فريق ملبورن ضد سنترال كوست مارينرز أمام جمهور من 6238 شخصًا. صرح رئيس السلطة روبين ميكندريك أن سلطات الملعب تحاول الفوز في استضافة حقوق مباريات المنتخب الوطني لكرة القدم الأسترالية. في يوم30 ديسمبر عام 2017، استضاف الملعب لأول مرة مباراة دوري بيج بلاش، عندما تولى فريق هوبارت مباراة وطنية في ملعب يورك متخذًا فريق سيدني ثندر خصمًا له. وفاز فريق ثندر بنسبة 75 شوطًا أمام 16734 من المشجعين.
من بين الأحداث غير الرياضية، قبل استضافت المباريات الرياضية، قام الاستاد باستضافة حفلة موسيقية من نوع lke وtina turner، واجتماع احياء ديني غراهام. كروستي ديمونز التي أقيمت في الملعب في عام 2006 ومارس 2008. أداء جون في ملعب يورك خلال روكيت مان سولو تور في نهاية عام 2007، هذا لا يزال ظهوره الوحيد في ولاية تسمانيا في أغسطس 2009.

## المنشآت والمرافق

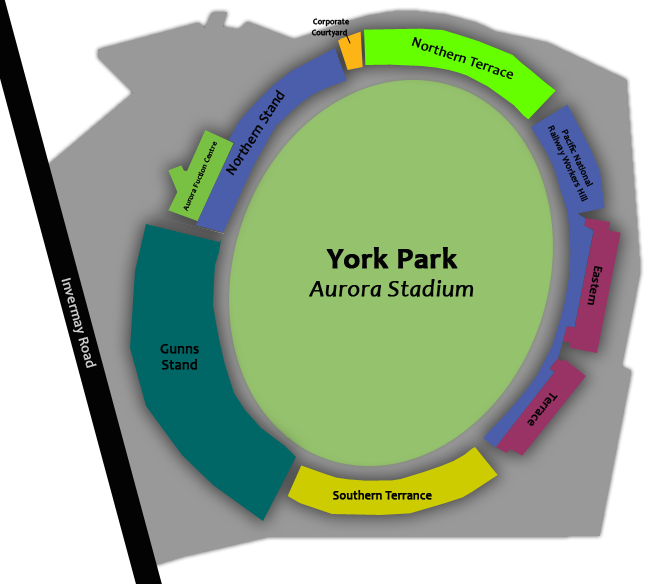
خريطة الاستاد.

إن ملعب يورك بيضاوي الشكل وتقف الرافعتان ذات الطابقين على الجانب الغربي للملعب. كان في الأصل يستوعب 2500 شخصًا، ثم ازدادت سعته كامتداد إلى 5700 شخصًا في عام 2005. ويوجد شمال المنصة مباشرة مركز وظائف أورورا، الذي يضم أيضًا أماكن المدربين، ويقع بجوار المدرج الشمالي -المنسدل من قائمة التراث-، رابطًا ما بين الشرفات الشمالية والجنوبية والشرقية. كان للمدرجات قدرة استيعابية تصل إلى 6,000 شخص؛ ليصل إجمالي عدد المقاعد إلى 11,700 تلة عمال السكك الحديدية عبارة عن منصة صغيرة غير مغطاة تقع على الجانب الشرقي من أرض الملعب بين المدرجات الشمالية والشرقية. تتوفر بالملعب مساحات انتظار بسعة تبلغ تقريبًا 2500، تلك المساحات العشبية الكبيرة في موقع إنفيرسيك المجاور، مع إمكانية ركن السيارات في الشوارع.
غالبًا ما انتقدت حديقة نيويورك بسبب ملعبها الكبير، والذي يلقي باللوم عليه في إنتاج كرة قدم غير جذابة منخفضة المستوى. قبل بداية عام 2009، شهدت 11 مباراة فقط، من أصل 28 مباراة، بأكثر من 100 نقطة. وبالنسبة للمباراة التمهيدية للموسم في عام 2009؛ تمت إزالة 13 متر من الجناح الخارجي، في محاولة لإنتاج ألعاب أكثر جاذبية. قبل المباراة قال جروينيوجين: «لأن الجناح الخارجي كان واسعًا جدًا، وبمجرد أن تمزقوا خارجًا، كان من السهل جدًا على الفرق أن تعود إلى الفيضان لأنك بعيدًا جدًا عن الأهداف. كما أن أرض الملعب مشهورة بالرياح القوية؛ مما يعوق دقة ركلات المسافات الطويلة المدفوعة في الهواء».
ساعدت منحة 50,000 دولار من صندوق مجتمع تسمانيا، في عام 2005، مجلس مدينة لونسيستون والدوري الأسترالي لكرة القدم؛ لبناء قاعة تسمانيا لكرة القدم الدائمة في ملعب يورك. اختيرت الأرض كموقع لأنها تعتبر موطن قواعد كرة القدم الأسترالية في تسمانيا. بدأ الدوري الأسترالي لكرة القدم في تسمانيا عملية ترشيح قاعة المشاهير. فمنذ عام 2005، تم تقديم العديد من النوادي واللاعبين والأراضي. افتتحت قاعة المشاهير للجمهور في 21 فبراير 2009، حيث تم إنفاق 23.6 مليون دولار لإعادة تطوير الملعب.

## الجماهير
| الموسم        | المتوسط |
| ------------- | ------- |
| 2016          | 13,855  |
| 2015          | 13,851  |
| 2014          | 13,825  |
| 2013          | 13,238  |
| 2012          | 15,688  |
| 2011          | 15,716  |
| 2010          | 16,173  |
| 2009          | 17,420  |
| 2008          | 17,528  |
| 2007          | 17,403  |
| 2006          | 17,108  |
| 2005          | 15,772  |
| 2004          | 16,615  |
| 2003          | 16,707  |
| 2002          | 16,589  |
| 2001          | 17,460  |
| المجموع الكلي | 16,849  |

لقد سجل الملعب حضور20971 شخصًا في مباراة الدوري الأسترالي لكرة القدم بين هاوثورن ريتشموند في 18 يونيو2006. وقد أقيمت هذه المبارة قبل أن يتضرر الجناح الشمالي ويقل استيعاب الاستاد للجماهير. وقد شهدت مباراة الدوري الأسترالي لكرة القدم بين هوثورن واستيكلدا في أغسطس 2009. حشدًا كبيرًا بلغ عدده 20011؛ وهو أكبر حشد من الجماهير منذ إطلاق النار. وقد بلغ أدنى حضور للدوريي الأسترالي لكرة القدم 9007 في مباراة بين هوثورن والجولد كوست في 23 يونيو 2018. وسجلت أعلى نسبة حضور لمباراة بين الولايات في ملعب يورك رقم 15000، حيث كانت المواجهة بين تسمانيا وفيكتوريا عام 1960.
كانت أعلى نسبة مسجلة لحضور مباراة كرة القدم في تسمانيا في ملعب يورك هي 6755، في الدور نصف النهائي الثاني عام 1989، الذي كان بين شمال لونسيستون وشمال هوبارت في 2 سبتمبر 1989 أعلى نسبة تسجيل مسجل لمباراة كرة القدم هو 8061 عندما فاز فريق ملبورن بأدلايد يونايتد في 16 يوليو خلال مباراة كأس التحدي ما قبل الموسم لعام 2007.
قام اجتماع بيلي جراهام الديني في 17 مارس 1959 بجذب 17000 من الحضور، وهو رقم قياسي للحدث غير الرياضي على أرض الملعب.

## سجلات الحضور
| رقم التسلسل | تاريخ         | الفرق                             | الرياضة              | المسابقة                  | الجمهور |
| ----------- | ------------- | --------------------------------- | -------------------- | ------------------------- | ------- |
| 1           | 18يونيو 2006  | هوثورن في مواجهة ريتشموند         | كرة القدم الأسترالية | دوري كرة القدم الأسترالية | 20,971  |
| 2           | 8 أغسطس 2009  | هوثورن في مواجهة سانت كيلدا       | كرة القدم الأسترالية | دوري كرة القدم الأسترالية | 20,011  |
| 3           | 9 أغسطس 2008  | هوثورن في مواجهة ويسترن بلدغ      | كرة القدم الأسترالية | دوري كرة القدم الأسترالية | 19,929  |
| 4           | 31 مايو 2008  | سانت كيلدا في مواجهة أديلايد بورت | كرة القدم الأسترالية | دوري كرة القدم الأسترالية | 19,378  |
| 5           | 4 يوليو 2004  | سانت كيلدا في مواجهة أدلايد بورت  | كرة القدم الأسترالية | دوري كرة القدم الأسترالية | 19,223  |
| 6           | 29 أبريل 2012 | هوثورن في مواجهة سيدني            | كرة القدم الأسترالية | دوري كرة القدم الأسترالية | 19,217  |
| 7           | 29 يوليو 2007 | هوثورن في مواجهة كونجروس          | كرة القدم الأسترالية | دوري كرة القدم الأسترالية | 19,114  |
| 8           | 26 أغسطس 2006 | هوثورن في مواجهة كونجروس          | كرة القدم الأسترالية | دوري كرة القدم الأسترالية | 18,836  |
| 9           | 26 مايو 2007  | هوثورن في مواجهة ويست كوست        | كرة القدم الأسترالية | دوري كرة القدم الأسترالية | 18,112  |
| 10          | 30 يوليو 2016 | هوثورن في مواجهة كارلتون          | كرة القدم الأسترالية | دوري كرة القدم الأسترالية | 18,112  |